# El Pénjamo
El Pénjamo är en ort i Mexiko.   Den ligger i kommunen Tlaltetela och delstaten Veracruz, i den sydöstra delen av landet, 230 km öster om huvudstaden Mexico City. El Pénjamo ligger 1 512 meter över havet och antalet invånare är 181.
Terrängen runt El Pénjamo är varierad, och sluttar österut. Runt El Pénjamo är det ganska tätbefolkat, med 214 invånare per kvadratkilometer. Närmaste större samhälle är Huatusco de Chicuellar, 7,8 km söder om El Pénjamo. I omgivningarna runt El Pénjamo växer huvudsakligen savannskog.